# راغودوكة صغيرة
راغودوكة صغيرة (الاسم العلمي:Rhagodoca pusilla) هي نوع من العنكبوتيات تتبع جنس الراغودوكة من فصيلة الراغودات.